# Turócjeszenő
Turócjeszenő (1899-ig Jaszenova, szlovákul Jasenovo, németül Jassenhay) község Szlovákiában, a Zsolnai kerületben, a Stubnyafürdői járásban.

## Fekvése
Turócszentmártontól 32 km-re délnyugatra fekszik.

## Története
A régészeti leletek szerint a község területén a késő bronzkorban a lausitzi kultúra települése állt.
A mai települést a német jog alapján alapították a 14. század második felében, Próna határában. 1495-ben még „Kenenfeld” alakban említik először. Mai neve a szláv jaszeny (= kőrisfa) főnévből származik. 1715-ben 19 háztartása volt. 1720-ban malom is működött a településen. 1785-ben 46 házában 336 lakos élt. A 16.-17. században a Kereskényi, majd a 18.-19. században a Prónay család birtoka.
A 18. század végén Vályi András így ír róla: „JESZENOVA. Tót falu Túrócz Várm. földes Ura Prónay Uraság, lakosai evangelikusok, fekszik Tót Pronához nem meszsze, és annak filiája.”
1828-ban 38 háza és 337 lakosa volt. Lakói mezőgazdasággal, erdei munkákkal foglalkoztak. A községben hagyományai vannak a zsindely készítésnek is.
Fényes Elek 1851-ben kiadott geográfiai szótárában így ír a faluról: „Jeszenő, tót falu, Thurócz vmegyében, Nyitra vmegye szélén: 247 kath., 90 evang. lak. Kath. paroch. templom; sovány, hegyes határ; sok erdő; jó legelő. F. u. Jeszenszky család.”
A trianoni diktátumig Turóc vármegye Stubnyafürdői járásához tartozott.

## Népessége
| Év:            | 1994. | 2004.   | 2014.    | 2024.    |
| -------------- | ----- | ------- | -------- | -------- |
| Emberek száma: | 187   | 169     | 144      | 125      |
| Eltérés:       |       | -9,62 % | -14,79 % | -13,19 % |

| Év:            | 2023. | 2024.   |
| -------------- | ----- | ------- |
| Emberek száma: | 126   | 125     |
| Eltérés:       |       | -0,79 % |

1910-ben 355, túlnyomórészt szlovák lakosa volt.
2001-ben 169 lakosából 165 szlovák volt.
2011-ben 153 lakosából 148 szlovák.